# Nick & Neck
Nick & Neck (ドリモグだァ!!, Dorimogu Daa!), é um anime japonês criado em 1986 pela emissora NTV e exibido no Brasil durante o início dos anos 90, como atração dos programas Xou da Xuxa e TV Colosso da Rede Globo, tendo estreado no país em 1 de janeiro de 1990.
A série, que possui 52 episódios, conta as aventuras de um casal de irmãos toupeiras: Nick (Xiamao) e Neck (Xiaohua). Ambos viajam o mundo e ajudam pessoas que encontram pelo caminho. Embora a primeira vista pareça um anime de temática infantil, Nick e Neck possui uma forma de narrativa por vezes sombria, com alguns finais de episódios considerados diferentes do convencional para um desenho animado nos moldes ocidentais.

## Dubladores
- Nick: Masako Miura (original),  Selton Mello (Brasil)[4].
- Neck: Tojiko Fujita (original), Adriana Torres (Brasil)[4].
- Estúdio: Herbert Richers (Brasil).